# Zandwijkse Molen
Zandwijkse Molen is een poldermolen uit 1699 gelegen tussen Uppel en Sleeuwijk. Eigenaar is Molenstichting Land van Heusden en Altena. De molen is de laatst overgebleven molen van een reeks van zeven molens die naast elkaar stonden.
De molen is een zogenaamde wipmolen en is in gebruik geweest als poldermolen voor het bemalen van de Zandwijkse polder. Delen van de molen bevinden zich nog in de originele staat, maar sinds 2004 is de staat van deze delen zodanig dat de molen niet meer draaivaardig is. Nadat in september 2009 de roeden waren gestreken is in september 2010 de molen ingepakt en begonnen met de restauratie. Op 13 oktober 2011 zijn de herstelde roeden weer gestoken.
De molen heeft tot 1961 de polder bemaald, eerst samen met de andere zes molens en later met behulp van een dieselgemaal dat op de funderingen van een van de oude molens was gebouwd. In 1953 heeft de molen na de watersnoodramp de polder zelfstandig drooggemalen, omdat het dieselgemaal door het zoute water onklaar was geworden.
Op korte afstand ligt de Uitwijkse Molen (zichtbaar op de foto).

## Externe links

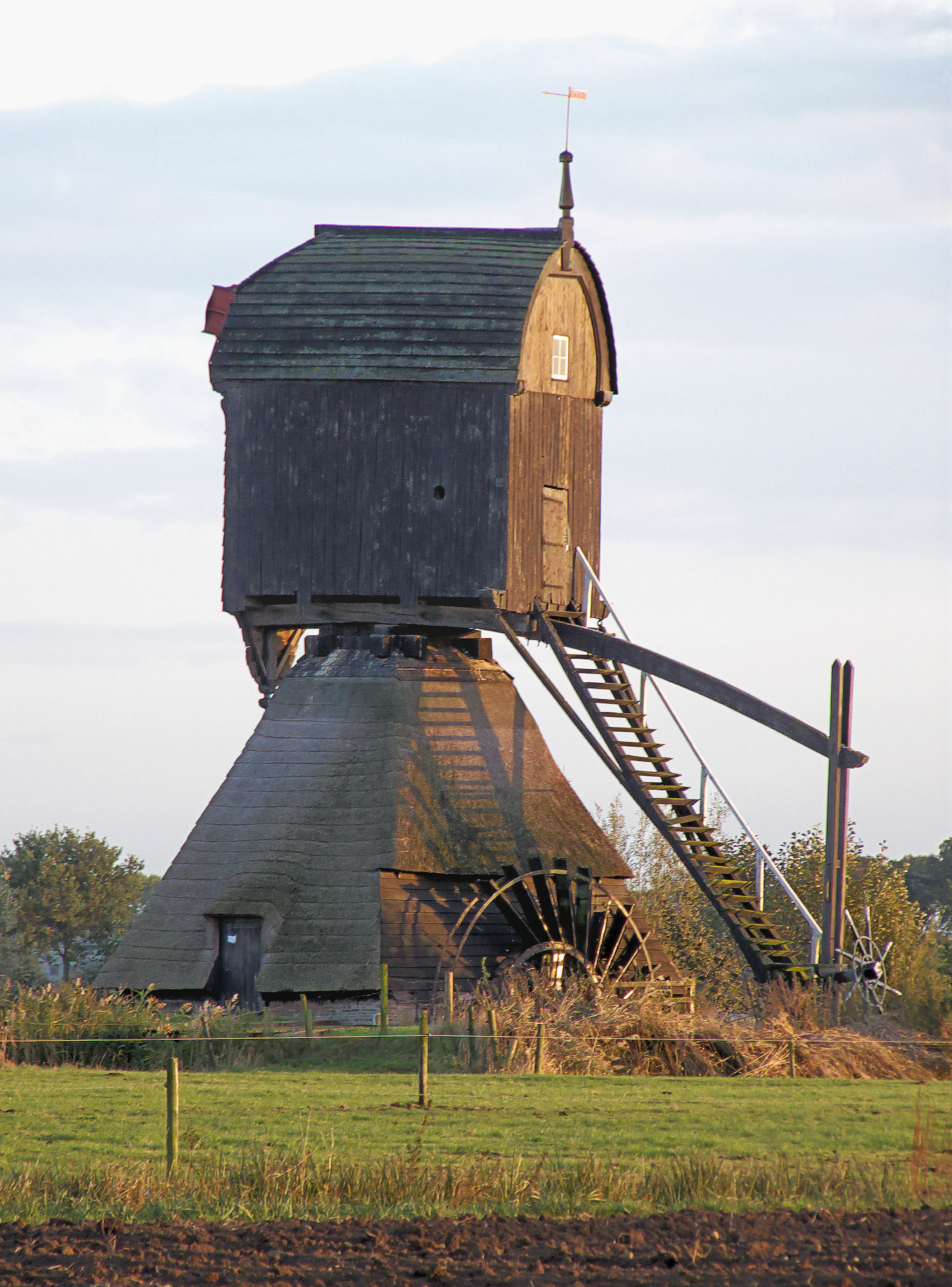
Molen zonder wieken, oktober 2009
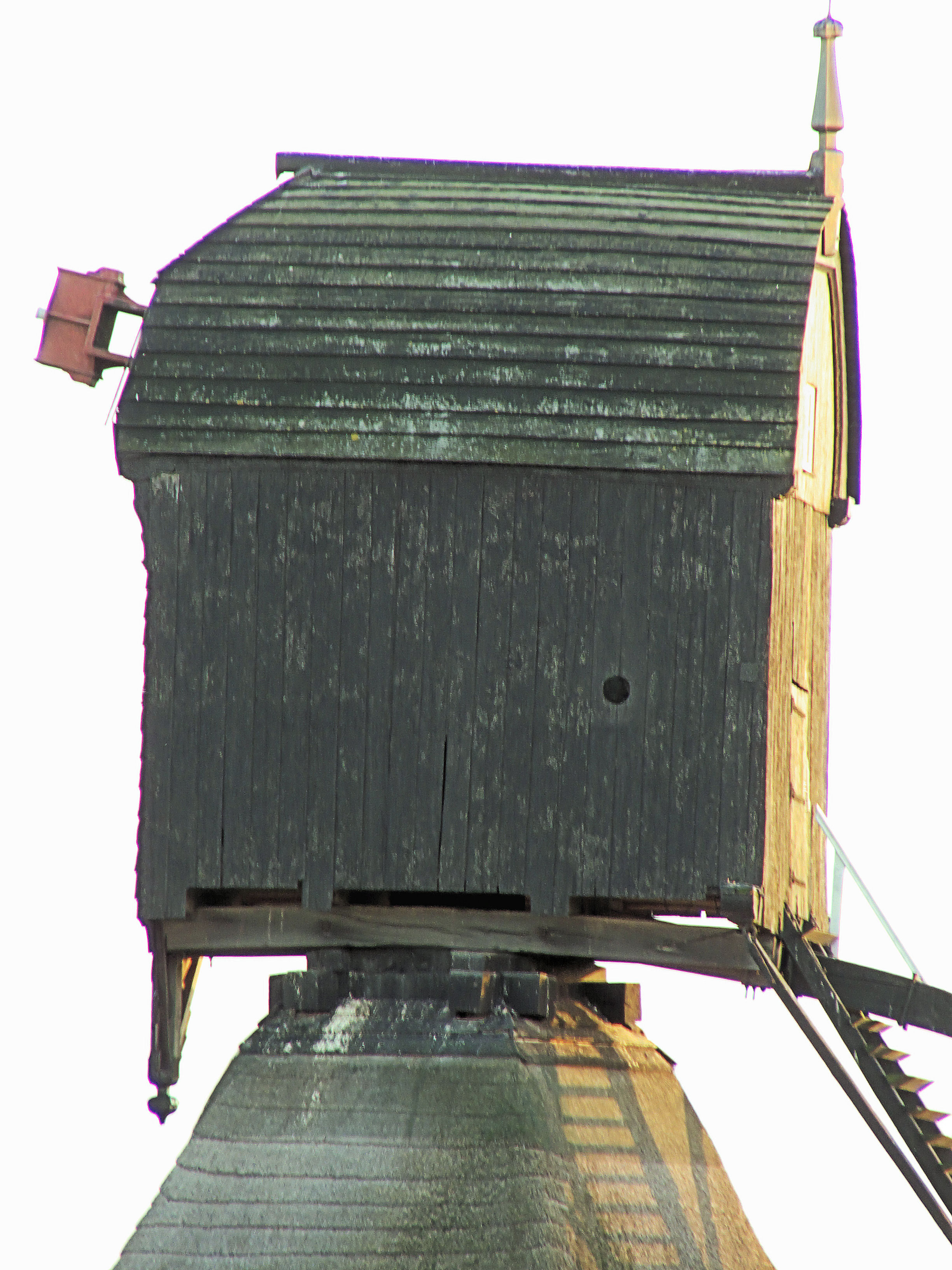
Bovenhuis zonder wieken, oktober 2009